# Egletes
Egletes je rod glavočika smješten u vlastiti podtribus Egletinae,  dio tribusa Astereae.. Pripada mu 7 vrsta rasprostranjenih po velikim dijelovima Amerike od Teksasa do sjeverne Argentine

## Vrste
1. Egletes florida Shinners
2. Egletes humifusa Less.
3. Egletes liebmannii Sch.Bip. ex Hemsl.
4. Egletes prostrata (Sw.) Kuntze
5. Egletes repens Shinners
6. Egletes tenuifolia Cuatrec.
7. Egletes viscosa (L.) Less.

## Sinonimi
- Eyselia Rchb.
- Platystephium Gardner
- Xerobius Cass.